# Circuito Internacional de Vila Real
O Circuito Internacional de Vila Real é um circuito citadino com 4.600 quilómetros em Vila Real desde 2007.
Iniciou-se em 1931 com um percurso de 7,200 quilómetros em macdame, para passar a ser asfaltado em 1936, com  a extensão de 6,950 quilómetros, versão que se manteve até 1983.
As chamadas "Corridas de Vila Real", constituíram durante muitos anos o mais importante cartaz turístico de Vila Real, sendo sem dúvida a marca distintiva desta Cidade no panorama Nacional e Internacional.
Este circuito nasceu em 1931, aproveitando as características de algumas estradas que ligavam o centro de Vila Real às imediações do Palácio de Mateus, estabelecendo assim um primeiro circuito com 7.150 m, que com algumas alterações e algumas interrupções, nomeadamente durante a 2ª Guerra Mundial e na crise petrolífera de meados dos anos 1970, se manteve até 1991.
As décadas de 60 e 70 marcaram uma era dourada com a participação de diversos pilotos de grande prestígio a nível mundial, como Stirling Moss, David Pipper, John Miles, entre outros.
Entre 2007 e 2010 o circuito foi retomado, com um novo traçado, mais curto e com melhorias ao nível da segurança. Após novo interregno, em 2014 a competição automóvel voltou ao Circuito de Vila Real.

## História
Desde que em 1902 apareceu o primeiro carro em Vila Real, os vilarealenses mostraram interesse pelos automóveis, e em 1926 e 1927, no Campo do Grupo Desportivo de Salvação Pública realizaram os primeiros concursos de automóveis, por ocasião das Festas da Cidade.
O Circuito de Vila Real configurou-se a partir do sonho de um grupo de homens Vilarealenses, liderados Aureliano de Almeida Barrigas, tendo o seu pai, Manuel Lopes Barrigas, o representante local da marca Ford e delegado do Automóvel Clube de Portugal, Luís Taboada e o presidente da autarquia à época, Dr. Emídio Roque da Silveira, tido também um papel preponderante para o arranque do projecto.
A primeira edição teve lugar a 15 de Junho de 1931, também pela ocasião das festas da cidade, e contou com uma dezena de competidores, consagrando-se Gaspar Sameiro o vencedor, no seu Ford A. Em 1936 o Circuito de Vila Real captou, pela primeira vez, pilotos estrangeiros para competir, e nesse mesmo ano expandiu-se para os dois dias de provas. No primeiro decorriam as corridas de motos, entretanto introduzidas, e automóveis da categoria sport, e no segundo dia entrevam em competição os automóveis para a categoria “corrida”.
Até 1938 o circuito decorreu anualmente, de forma regular, mas no final da década de trinta, com o eclodir da Segunda Grande Guerra Mundial, a organização do Circuito é interrompida durante uma década, vindo em 1948 a tornar-se mo primeiro Circuito pós-guerra a ser realizado. Até aos anos 50, as corridas foram essencialmente disputadas pelos principais pilotos nacionais, como Vasco Sameiro e Casimiro de Oliveira, mas em 1950 teve lugar a vitória do primeiro estrangeiro no Circuito de Vila Real, o italiano Piero Carini. A chegada e adaptação destes de pilotos internacionais elevou o nome e o nível da competição, que viveu, nas décadas de 60 e 70, no seu período de ouro. Em 1969, a 5 e 6 de Julho realizou-se a prova «6horas de Vila Real» e a 4 e 5 de Junho de 1970 teve lugar a prova «500km de Vila Real», e nesta fase chegaram também os carros de Fórmula 3 e os sport-protótipos, alternando entre si as corridas rainhas de cada ano, e fazendo jus à fase auspiciosa que o circuito vivia.
A partir de 1973, com a crise política e a revolução de Abril, o Circuito entra em declínio, acolhendo só corridas nacionais e perdendo o êxtase de outros tempos. Num esforço para salvar o evento, em 1978 um grupo de homens uniu-se formando o “grupo dos cinquenta”, mas não conseguindo mais do organizar algumas provas de motociclismo nacional. Este mesmo grupo obteve a legalização do Clube Automóvel de Vila Real e, num esforço para dinamizar e revitalizar a glória de outros tempos, alcançou novamente, em 1989, a internacionalização das provas.
Porém, com as dificuldades económicas vividas na época, a subida do preço dos combustíveis, e devido a um grave acidente na Araucária que levantou questões quanto à segurança, a última grande corrida que se realizou no Circuito de Vila Real no século XX foi em 1991, em que só as motos cativaram atenções internacionais. De facto, em Julho de 1991 o piloto Pedro Carvalho despistou-se na chamada "curva da Ford", na zona da Araucária, provocando quatro mortos entre a assistência e ferimentos graves em diversos espectadores.
O Renascimento Do Circuito
O Circuito renasceu na sua 40 edição, em 2007.
O ano de 2009, com a 42ª Edição nos dias 25 e 26 de Julho, marcou o regresso da internacionalização do Circuito de Vila Real. Do programa, incluído no calendário anual da modalidade, fizeram parte pela primeira vez, na gama de clássicos, os campeonatos GTC’71, Campeonato de GT Histórico de Carros Turismo e GT’S fabricados até 1971 e o GTC’81, bem como Viaturas Sport-protótipos da mesma época.
Ainda em 2009, pela primeira vez desde a realização do circuito, a pista de Vila Real recebeu um veículo monolugar de fórmula um. Tratou-se de um Surtees TS9B de 1971, ano em que começou a sua carreira no Mundial de Fórmula 1, e foi pilotado por pilotos conhecidos no meio automóvel, como John Surtees e Derek Bell.
Em 2023 voltaram as corridas nacionais ao Circuito Internacional de Vila Real, com o Campeonato de Portugal de Velocidade a ser novamente cabeça de cartaz.

## Vencedores
| Ano     | Edição        | Piloto(s)                               | Carro/Motor                             | Classe                               |
| ------- | ------------- | --------------------------------------- | --------------------------------------- | ------------------------------------ |
| 1931    | 1ª            | Gaspar Sameiro Ercílio Barbosa          | Ford A                                  |                                      |
| 1932    | 2ª            | Vasco Sameiro                           | Invicta                                 |                                      |
| 1933    | 3ª            | Vasco Sameiro                           | Alfa Romeo 8C 2300 Monza                |                                      |
| 1934    | 4ª            | António Guedes de Herédia               | Bugatti T35B                            |                                      |
| 1935    | Não realizado | Não realizado                           | Não realizado                           | Não realizado                        |
| 1936    | 5ª            | Adolfo Ferreirinha                      | Ford V8                                 |                                      |
| 1937    | 6ª            | Casimiro de Oliveira                    | Jaguar SS100                            |                                      |
| 1938    | 7ª            | Vasco Sameiro                           | Alfa Romeo 8C 2300 Monza                |                                      |
| 1939-48 | Não realizado | Não realizado                           | Não realizado                           | Não realizado                        |
| 1949    | 8ª            | José Cabral                             | Allard K1                               |                                      |
| 1950    | 9ª            | Piero Carini                            | OSCA                                    | Sport                                |
| 1951    | 10ª           | Giovanni Bracco                         | Ferrari 212 Export Barchetta            | Sport                                |
| 1952    | 11ª           | Casimiro de Oliveira                    | Ferrari 225S Spider                     | Sport                                |
| 1953-57 | Não realizado | Não realizado                           | Não realizado                           | Não realizado                        |
| 1958    | 12ª           | Stirling Moss                           | Maserati 300S                           | Sport                                |
| 1966    | 13ª           | John Miles                              | Ford Cortina Lotus                      | Carros de Turismo                    |
| 1966    | 13ª           | John Fenning                            | Brabham BT18 - Ford/Cosworth            | Fórmula 3                            |
| 1967    | 14ª           | Mike de Udy                             | Lola T70 MkII Chevrolet                 | Sport                                |
| 1967    | 14ª           | Chris Williams                          | Brabham BT21 - Ford/Holbay              | Fórmula 3                            |
| 1968    | 15ª           | Mike de Udy                             | Lola T70 MkII Chevrolet                 | Sport                                |
| 1968    | 15ª           | Reine Wisell                            | Tecno 68 - Ford/Novamotor               | Fórmula 3                            |
| 1969    | 16ª           | Chris Craft David Piper                 | Porsche 908/2                           | 6 horas/Resistência                  |
| 1970    | 17ª           | Teddy Pilette Gustave Gosselin          | Lola T70 MkII Chevrolet                 | 500 km/Endurance                     |
| 1971    | 18ª           | Jorge Bagration                         | Porsche 908/2                           | Sports                               |
| 1972    | 19ª           | Claude Swietlick                        | Lola T290 Ford                          | Sports                               |
| 1973    | 20ª           | Carlos Gaspar                           | Lola T292 Ford                          | Sports                               |
| 1979    | 21ª           | Robert Giannone                         | Porsche 935                             |                                      |
| 1980    | 22ª           | António Barros                          | Porsche 935                             |                                      |
| 1981    | 23ª           | Robert Giannone                         | Porsche 935                             |                                      |
| 1982    | 24ª           | Mário Silva                             | Ford Escort RS 1800 Mk 2                |                                      |
| 1983    | 25ª           | António Taveira                         | BMW M1                                  |                                      |
| ...     | ...           | ...                                     | ...                                     | ...                                  |
| 2007    | 40ª           | Francisco Carvalho                      | SEAT Leon Supercopa                     | PTCC                                 |
| 2007    | 40ª           | César Campaniço                         | BMW 320si                               | PTCC                                 |
| 2007    | 40ª           | Pedro Salvador                          | Juno SSE                                | Sport-protótipos                     |
| 2008    | 41ª           | César Campaniço                         | BMW 320si                               | PTCC                                 |
| 2008    | 41ª           | Francisco Carvalho                      | SEAT Leon Supercopa                     | PTCC                                 |
| 2008    | 41ª           | Pedro Salvador                          | Juno SSE                                | GT e Sport-protótipos                |
| 2008    | 41ª           | Pedro Salvador                          | Juno SSE                                | GT e Sport-protótipos                |
| 2009    | 42ª           | César Campaniço                         | BMW 320si                               | PTCC                                 |
| 2009    | 42ª           | João Figueiredo                         | Peugeot 407 S200                        | PTCC                                 |
| 2009    | 42ª           | Francisco Martins                       | Porsche 997 Cup                         | GT e Sport-protótipos                |
| 2009    | 42ª           | Francisco Martins                       | Porsche 997 Cup                         | GT e Sport-protótipos                |
| 2010    | 43ª           | José Monroy                             | Mitsubishi Lancer Evo IX                | PTCC                                 |
| 2010    | 43ª           | José Monroy                             | Mitsubishi Lancer Evo IX                | PTCC                                 |
| 2010    | 43ª           | Pedro Salvador                          | Juno SSE                                | Sport-protótipos                     |
| 2010    | 43ª           | César Campaniço João Figueiredo         | Audi R8 LMS GT3                         | GT                                   |
| 2014    | 44ª           | Pedro Salvador Carlos Vieira            | Tatuus PY012                            | Sport-Protótipos                     |
| 2014    | 44ª           | Pedro Salvador Carlos Vieira            | Tatuus PY012                            | Sport-Protótipos                     |
| 2015    | 45ª           | José María López                        | Citroën                                 | WTCC                                 |
| 2015    | 45ª           | Ma Qing Hua                             | Citroën                                 | WTCC                                 |
| 2016    | 46ª           | Tom Coronel                             | Chevrolet                               | WTCC                                 |
| 2016    | 46ª           | Tiago Monteiro                          | Honda                                   | WTCC                                 |
| 2017    | 47ª           | Mehdi Bennani                           | Citroën                                 | WTCC                                 |
| 2017    | 47ª           | Norbert Michelisz                       | Honda                                   | WTCC                                 |
| 2017    | 48ª           | Vários                                  | Vários                                  | Campeonato de Portugal de Velocidade |
| 2018    | 49ª           | Yvan Muller                             | Hyundai                                 | WTCR                                 |
| 2018    | 49ª           | Mat'o Homola                            | Peugeot                                 | WTCR                                 |
| 2018    | 49ª           | Thed Björk                              | Hyundai                                 | WTCR                                 |
| 2019    | 50ª           | Tiago Monteiro                          | Honda                                   | WTCR                                 |
| 2019    | 50ª           | Mikel Azcona                            | Cupra                                   | WTCR                                 |
| 2019    | 50ª           | Norbert Michelisz                       | Hyundai                                 | WTCR                                 |
| 2020    |               | Cancelada devido à pandemia de COVID-19 | Cancelada devido à pandemia de COVID-19 | WTCR                                 |
| 2021    |               | Cancelada devido à pandemia de COVID-19 | Cancelada devido à pandemia de COVID-19 | WTCR                                 |
| 2022    | 51ª           | Santiago Urrutia                        | Lynk & Co                               | WTCC                                 |
| 2022    | 51ª           | Robert Huff                             | CUPRA                                   | WTCC                                 |
| 2023    | 52ª           | José Carlos Pires Francisco Abreu       | BMW M4 GT4 (G82)                        | Campeonato de Portugal de Velocidade |
| 2023    | 52ª           | Patrick Cunha Jorge Rodrigues           | Audi R8 LMS GT4                         | Campeonato de Portugal de Velocidade |